# Sehun
O Se-hun (korejsky 오세훈; * 12. dubna 1994), lépe známý jako Sehun, je jihokorejský raper, zpěvák, textař, herec, model a tanečník. Je členem jihokorejsko-čínské chlapecké skupiny EXO, svého času její korejské podskupiny EXO-K a od roku 2019 další její podskupiny EXO-SC.

## Mládí
Sehun se narodil 12. dubna 1994 v Soulu. V únoru 2013 absolvoval školu múzických umění v Soulu. Má staršího bratra.

## Kariéra
Sehuna si agentura SM Entertainment všimla, už když mu bylo 12 let, když jedl na ulici oběd s přáteli. Dne 10. ledna 2012 byl ohlášen jako pátý člen EXO. Skupina debutovala v dubnu 2012 s EP Mama.
V únoru 2016 získal Sehun ocenění Weibo Star Award z hlasování uživatelů na Sina Weibo z 5. udílení cen Gaon Chart Music Awards. V březnu 2016 byl obsazen do korejsko-čínského filmu Catman, kde si zahrál hlavní roli. Film měl mít premiéru o rok později, ale z politických důvodů bylo jeho vydání odloženo na neurčito. V červenci 2016 bylo dále oznámeno, že si zahraje v korejsko-čínském dramatu Dear Archimedes, vysílaném až v roce 2019.
V září 2017 se stal součástí obsazení varieté show Busted! vysílané na Netflixu.
V únoru 2018 byl obsazen do akčního dramatu Dokgo Rewind, kde si zahrál hlavní roli. V květnu bylo oznámeno, že si zahraje v dramatu Secret Queen Makers. Dne 14. září vydal společně s Čchan-jolem v rámci projektu SM Station X 0 singl "We Young".
Dne 28. června 2019 bylo potvrzeno, že Sehun a Čchan-jol vytvoří druhou podskupinu EXO pod názvem EXO-SC. Dne 22. července vydali své debutové EP What a Life.
V květnu 2020 se stal tváří značky Dr. Jart+ v Číně. Mimo jiné i díky jeho propagaci se značce podařilo prodat 20 000 kusů jednoho produktu za 9 minut.
V březnu 2021 bylo oznámeno, že 14. března bude mít v Číně premiéru jeho film Catman, který nebyl z politických důvodů dosud uveden. Dále bylo oznámeno, že si má zahrát v romantickém dramatu Now, We Are Breaking Up, kde si zahraje vedlejší roli. Také by si měl zahrát v pokračování filmu The Pirates (2014).

## Móda
Sehun se v letech 2017 a 2018 zúčastnil módních přehlídek Louise Vuittona v Paříži. V Louis Vuittonově show byl také v těchto letech prohlášen za nejlépe oblékaného muže.
V roce 2018 se stal druhým mužským idolem, kterému se podařilo dostat na obálku speciálního vydání prestižního časopisu Vogue Korea k příležitosti 22. výročí vydávání. Toto vydání se stalo dosud nejprodávanějším číslem od založení časopisu. Sehun se stal, spolu s čínským zpěvákem a hercem Williamem Chanem, modelem oděvní řady XXX italského luxusního domu Zegna. V říjnu se stal také tváří značky Dior Men.